# Hrvati u Rumunjskoj
Hrvati u Rumunjskoj dijele se u tri skupine Karaševce, Šokce i Turopoljce. Službeno hrvatska zajednica u Rumunjskoj nije brojna, ali je stabilna s dobro očuvanom tradicijom i jezikom. Hrvata u Rumunjskoj ima nešto više od 14000, ali je njihov broj vjerojatno veći, no odvojenost od matice zemlje, izoliranost Rumunjske i srbizacija putem medija imali su veliki utjecaj na ovaj broj. 

## Naselja
Naselja u kojima žive Hrvati su Karaševo, Jabalče, Klokotič, Lupak, Ravnik, Vodnik, Nermiđ.Hrvati su živjeli i u ovim ugašenim mjestima: Selištu, Garištu kod Nermiđa, Tolvi (u blizini Lupaka) i Jasenovcu kod Klokotiča. Poslije je dio preselio istočno, u Slatinu Timiš i zapadno u Alibunar. U porječju između Begeja i Tamiša Hrvati su se naselili u Rekaš, Hrvatsku Keču i Hrvatski Čenej. U Aradskoj županiji doselili su se u Lipovu.

## Jezik
Hrvati u Rumunjskom govore hrvatskim jezikom. Uglavnom se služe torlačkim narječjem. Postoje i zajednice koje govore kajkavskim narječjem (Turopoljci), a nekad su u Rumunjskoj postojali i Hrvati koji su govorili čakavskim narječjem: to su bili doseljenici iz okolice Brinja.

## Crkva
Za obrazovanje i duhovne potrebe Hrvata u Rumunjskoj skrbili su se isusovci i franjevci.
Danas je biskupijski kancelar Temišvarske biskupije pripadnik hrvatske zajednice Nikola Lauš.

## Povijest
Hrvati oko grada Ričice tamo žive preko 500 godina. Hrvati u Rumunjskoj nisu imali većih dodira s maticom zemljom. Između Kraljevine Jugoslavije i Rumunjske postojao je dogovor koji je jamčio Hrvatima 5 hrvatskih učitelja. Taj dogovor je vrijedio od 1936. do 1948. i sukoba Tita sa Staljinom. Nakon toga veliki je period mraka do 1973. kad se postupno obnavljaju veze. Dio Hrvata bio je deportiran u Baragan.
Nakon osamostaljenja Hrvatske, veze su se intenzivirale, no velikosrpska propaganda koja se širila putem medija do rušenja Miloševića bila je prava agresija na rumunjske Hrvate jer su se zbog ravnog terena signali srpskih elektronskih medija vrlo dobro «hvatali». Najveće je hrvatsko naselje Karaševo (  Arhivirana inačica izvorne stranice od 1. lipnja 2007. (Wayback Machine)). Po dijelu autora Karaševo je dobilo ime po Kreševu u Bosni odakle su navodno podrijetlom ti Hrvati. Žive u sedam sela pokraj rijeke Karaša: Karaševo, Klokotić, Lupak, Jabalča, Nezmet, Rafnik i Vodnik. Karaševo i Klokotić najbolje čuvaju hrvatski jezik, zbog čega ih je Hrvatska matica iseljenika nagradila priznanjem Najselo hrvatskih manjina (1998. i 2001.).
U rumunjskom dijelu Banata danas živi 7500 Hrvata.
Rumunjske Hrvate možemo podijeliti u nekoliko grupa:

### Hrvati uHrvatskoj Keči
To su kajkavci koji su se doselili na prijelazu iz 18. stoljeću u 19. stoljeće (proces preseljenja završen je 1801.), kada je zagrebački biskup M. Vrhovac za zemlje oduzete u Pokuplju dobio posjede u Banatu. Veliki su hrvatski posjedi za vrijeme komunizma oduzeti hrvatskoj manjini, ali su im vraćeni nakon demokratskih promjena.

Selo i danas na rumunjskom nosi ime "Checea Croată". Selo se nalazi nedaleko od srpsko-rumunjske granice, nekih par kilometara, na 45° 45' s.z.š. i 20° 49' 60" i.z.d.

### Hrvati uHrvatskom Čeneju
U Čeniji su Hrvati podrijetlom turopoljsko plemstvo, koji govore kajkavskim narječjem, a po drugima su porijeklom Ličani. U komunizmu im je oduzeta imovina, a nakon demokratskih promjena nije im u potpunosti vraćena. Za mnoge je to sve prekasno jer su to uglavnom starci; ovdje se rađalo jako malo djece.
 Čenijski Hrvati uglavnom su asimilirani.
Hrvatski pridjev u imenu se može naći na mađarskim zemljovidima iz 19. stoljeća.

Selo se također nalazi u Banatu, nekoliko km jugoistočno od Hrvatske Keče, na 45° 42' 57" s.z.š. i 20° 54' 14" i.z.d.

### Hrvati uRekašu
U ovom velikom selu (6 500) Hrvati danas čine manjinu. Doselili su se iz Dalmacije, Bosne, Slavonije i Gorskog kotara. Došli su sredinom 17. stoljeća i na ovome su području manjina iako su starosjedioci. Govore ekavicom s velikim primjesama ikavskog govora. Hrvati se iz ovog područja okupljaju u svetištu Marija Radna za vrijeme blagdana. Danas u selima Radnja (Radna) i Lipovac živi jako malo Hrvata.
Hrvati iz Rekaša i Radnje uglavnom su iz šokačke skupine.

### Hrvati uBiledu
Hrvati u Biledu su podrijetlom od turopoljskog plemstva koje je doselilo 1801. godine, a do danas su većinom asimilirani.

### Hrvatska dijaspora kodRičice
Ovo je najbrojnija hrvatska zajednica. Njih je preko osam tisuća u osam naselja. Nakon Janjevca na Kosovu druga su najstarija dijaspora nastala možda već u 14. st (prema jednoj od teorija, otišli su nakon bitke na Kosovu, 1396. godine, a podrijetlom su iz srednje Bosne, s planine Vlašića). Zadržali su svoje običaje i govor te nošnju. Ne baš plodna zemlja uzrokovala je slab priliv naseljenika iz drugih naroda. Hrvati su se prilagodili tom području i žive od stočarstva, voćarstva, rudarstva, a rade i u industrijskim pogonima u Ričici. U novije vrijeme znatan broj stanovnika ovih sela odlazi na rad u inozemstvo (proces uočljiv u cijeloj Rumunjskoj).

U svim se naseljima govori hrvatski, jedino u Jabalču, najstarijem, ali i najmanjem i vjerojatno najizoliranijem od karaševskih sela, broj govornika hrvatskoga opada. Budući da Hrvati predstavljaju većinu stanovnika, pripadanici drugih naroda koji žive u karaševskim selima (npr. ovdašnji Romi) također govore hrvatski. U ovim je selima udio Rumunja neznatan pa je ta zajednica stabilna. Ovdašnje Hrvate zovu još i Krašovanima.

### Hrvati uSulini
Ovo je najmanje brojna zajednica Hrvata u Rumunjskoj. Hrvata je jako malo, no ostali su vrlo brojni tragovi koji upućuju na činjenicu da je Hrvata tu nekad bilo više. Ovo naselje nalazi se na obali Crnog mora.

### Hrvati u Erdelju
U franjevačkim su samostanima u Erdelju djelovali redovnici hrvatskog podrijetla, a među poznatijima su Andrija Zagrebački i kustos erdeljske kustodije Stefanita p. Stjepan Soljak (Stjepan Matijević, kod Mađara István Salinai). Njihovim su se putevima širili popularni Marijini plačevi iz hrvatskih primorskih krajeva prema Zagrebu, područjima kajkavskog narječja, te dalje prema sjeveru (primjerak nađen u samostanu u Csíksomlyóu).
Dolazak hrvatskih redovnika u Erdelj bio je dio potpore koju je nezadovoljnim katoličkim plemićima u protestantskom okružju Erdelja ponudio ostrogonski kardinal Péter Pázmány. Ta je pomoć značila da će im poslati mađarske katoličke svećenika s kojima su bili i Hrvati iz uže Hrvatske. Ta je katolička ispomoć koji su erdeljski velikaši zaiskali stigla je i iz Bosne što je značilo da su im došli hrvatski bosanski franjevci. Budući da su ti Hrvati iz Hrvatske i Bosne bili drugog jezika u odnosu na matični puk, to je nosilo konflikte.

## Šport
- nogometni kup Hrvatska grančica, organizira ga Zajedništvo Hrvata u Rumunjskoj (turnir ekipa iz devet sela u kojemu žive Hrvati)[9]
- Prolaz, nogometni klub iz Karaševa[9](od 2012. djeluje zajedno sa Starigradom 1299)[10][11]
- Tirol (??), nogometni klub[9]
- AS Croaţia, Klokotič, nogometni klub,[9](4. liga Karaš-severinske županije)[12][13]
- Karaševo, nogometni klub[9][14][15]
- Recolta, Ravnik, nogometni klub (5. liga)[12]
- Voinţa, Lupak, nogometni klub, (4. liga Karaš-severinske županije) - došla do 1/32 završnice rumunjskog kupa 2012./13.[12][16][17]
- Partizan, Nermiđ (5. liga), nogometni klub,[18][13][19]
- Starigrad 1299, Karaševo, nogometni klub (od 2012. djeluje zajedno s Prolazom)[10][20][21][22][23]

## Nakladništvo
- Hrvatska grančica, časopis[24]

## Vanjske poveznice
- MVPEI.hr  Arhivirana inačica izvorne stranice od 11. ožujka 2009. (Wayback Machine) Hrvatska nacionalna manjina u Rumunjskoj
- Hrvatska revija broj 4/2008.  Arhivirana inačica izvorne stranice od 12. siječnja 2012. (Wayback Machine) Castilia Manea–Grgin: Hrvatska nacionalna manjina u Rumunjskoj
- Zajedništvo Hrvata u Rumunjskoj  Arhivirana inačica izvorne stranice od 23. rujna 2011. (Wayback Machine)
- Karaševo  Arhivirana inačica izvorne stranice od 1. lipnja 2007. (Wayback Machine)
- Hrvatska manjina u Rumunjskoj  Arhivirana inačica izvorne stranice od 19. studenoga 2014. (Wayback Machine), Državni ured za Hrvate izvan Republike Hrvatske